# Ewing (Kentucky)
Pour les articles homonymes, voir Ewing.
Ewing est une ville américaine située dans le comté de Fleming, dans le Kentucky. Selon le recensement de 2020, sa population est de 228 habitants.